# Lusen Big Band
Lusen Big Band (Linköpings universitets storband) är en studentorkester i Linköping med storbandssättning. Orkestern grundades 1985-1986 och är alltjämt aktiv.

## Diskografi
- Lusen Big Band - Live at Frimurarehotellet (2003)
- Lusen Big Band - Take Two (2006)
- Lusen Big Band - Lusen in the Sky (2021)